# Ligue bretonne de football gaélique
La Ligue bretonne de football gaélique est créée en juin 2008 pour permettre le développement du football gaélique en Bretagne. Elle promeut ce sport irlandais et cherche à devenir un acteur majeur de la culture et du sport en Bretagne.
À travers ces actions déjà en place, la Ligue bretonne de football gaélique structure et développe de la pratique de ce sport, sur son territoire d'action (départements 22, 29, 35, 44 et 56) pour que ce sport soit connu à travers toute la Bretagne. Elle organise le championnat et la coupe de Bretagne. Elle a également à sa charge la gestion des équipes de Bretagne de football gaélique.
La Ligue bretonne a d'ores et déjà noué divers partenariats avec le monde associatif et culturel breton, dans le but de favoriser la visibilité et la reconnaissance du football gaélique. Ainsi, la Ligue s'est associée à la fête de la Bretagne. Elle cherche à se faire connaître aussi au niveau international.
L'assemblée générale de la Ligue bretonne de football gaélique se tient chaque année lors du tournoi de Monterfil, le dernier week-end de juin.

## Équipes de Bretagne

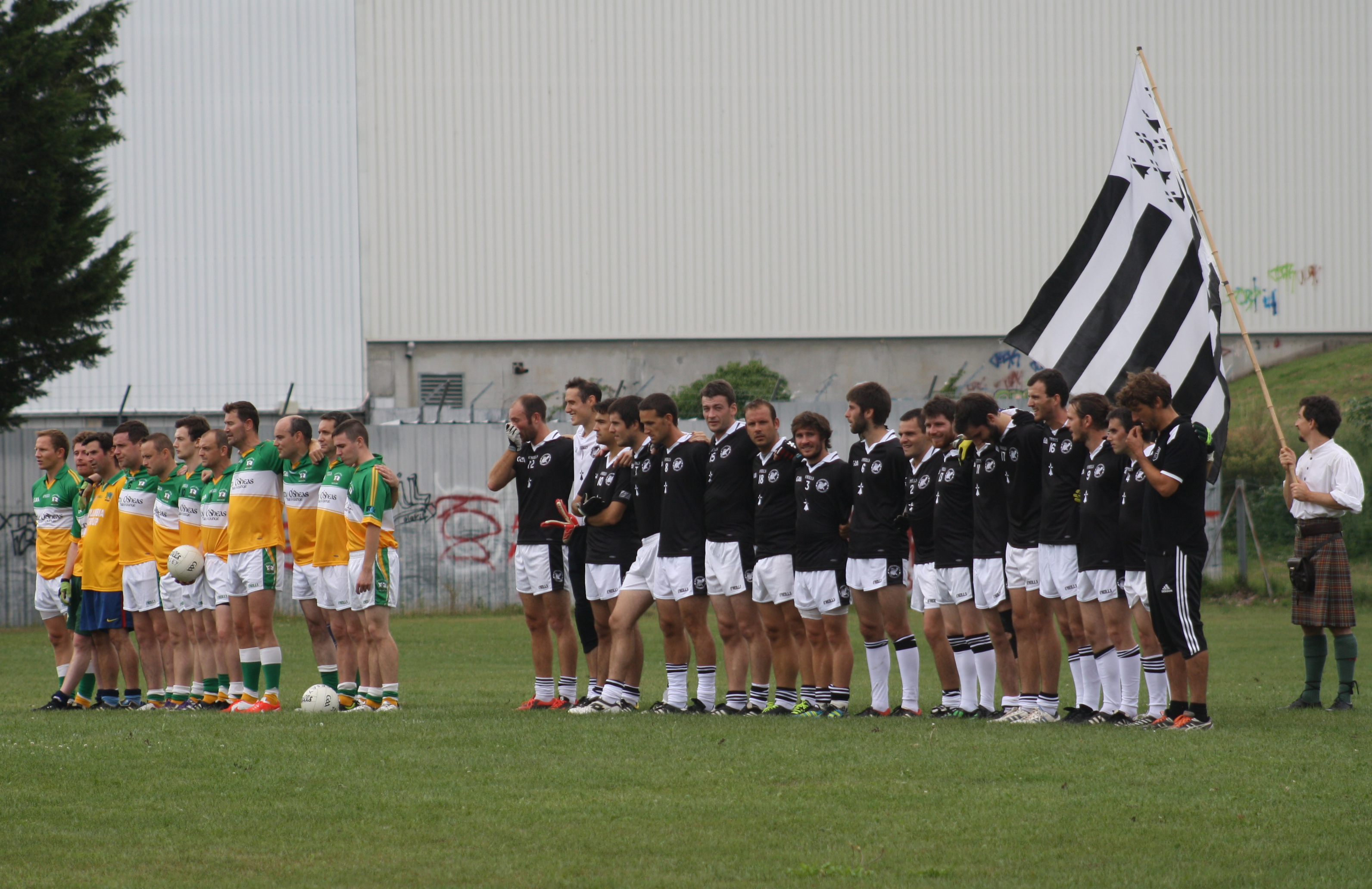
Les équipes de Jersey et de Bretagne le 9 août 2014

Les équipes de Bretagne sont des sélections des meilleurs joueurs bretons. Il existe une équipe masculine créée en 2012, une équipe féminine créée en 2015 et une équipe jeune créée en 2018. Pour constituer les équipes prenant part aux compétitions, des stages ont lieu 3 à 4 fois par an dans toute la Bretagne.
Jusqu'alors, l'équipe masculine a pris part à une coupe du monde (World Games GAA 2016) et deux championnats d'Europe (l'Euro 2017 de Düsseldorf, qu'elle a remporté, et l'Euro 2018 de Lorient, organisé par la Ligue Bretonne et notamment le club de Lorient GAC). L'équipe féminine a pris part à l'Euro 2018 de Lorient. Enfin, l'équipe jeunes a disputé plusieurs éditions du Féile Peile na nÓg et notamment remporté la division 11 en 2018.

### World Games 2019 de Waterford
Les sélections masculine et féminine se déplacent fin juillet 2019 pour disputer les World Games 2019 de Waterford, organisés par la GAA. Des sélections du monde entier prendront part à des matchs de hurling et de football gaélique.
| Joueur / coach               | Poste           | Club     |
| ---------------------------- | --------------- | -------- |
| Jean-Jacques Chesnais        | Gardien         | Rennes   |
| Alex Clavet                  | Défenseur       | Vannes   |
| Yoann Dissez                 | Défenseur       | Rennes   |
| Jean Thoumelin               | Défenseur       | Liffré   |
| Camille Dreillard            | Milieu défensif | Nantes   |
| Martial Chesnais             | Milieu défensif | Rennes   |
| Antoine Durrmann (capitaine) | Milieu          | Vannes   |
| Arnaud Vitrai                | Milieu          | Nantes   |
| Romain Balanant              | Milieu          | Rennes   |
| Charles-Antoine Josso        | Milieu offensif | Lorient  |
| Antoine Thomet               | Milieu offensif | Liffré   |
| Pierre Bouillet              | Milieu offensif | Vannes   |
| Ludovic Lumineau             | Attaquant       | Guérande |
| Kilian Latry                 | Coach           | Vannes   |
| Vincent Moitrieux            | Coach           | Rennes   |

| Joueuse             | Poste           | Club    |
| ------------------- | --------------- | ------- |
| Charlotte Besson    | Gardien         | Vannes  |
| Adèle Dannoot       | Défenseur       | Vannes  |
| Maude Loquais       | Défenseur       | Vannes  |
| Stéphanie Croizet   | Défenseur       | Rennes  |
| Célia Firmin        | Milieu défensif | Rennes  |
| Elena Besnoit       | Milieu défensif | Rennes  |
| Julie Jezegou       | Milieu défensif | Brest   |
| Amandine Houitte    | Milieu          | Rennes  |
| Flore Ecourtemer    | Milieu          | Lorient |
| Charlotte Tavennec  | Milieu          | Vannes  |
| Soaz Le Joncour     | Milieu offensif | Brest   |
| Maewenn Merien      | Attaquant       | Rennes  |
| Morgane Le Boulc'h  | Attaquant       | Rennes  |
| Anna-Marie O'Rourke | Coach           | Rennes  |

### Matchs de l'équipe masculine
La première rencontre d'une sélection bretonne a eu lieu le 12 septembre 2010 contre Longford à Noyal-Châtillon-sur-Seiche. Il ne s'agissait cependant alors pas d'une sélection encadrée par la Ligue Bretonne. Ainsi, le premier match d'une sélection encadrée par la Ligue Bretonne a lieu le 20 juillet 2012 à Narón contre la Galice.
| Date            | Lieu                                | Match                                      | Score                 | Évènement - Compétition en gras : match officiel                      | Référence |
| 12 sept. 2010   | Noyal-chatillon-sur-seiche Bretagne | Sélection Bretonne - Longford              | 4 - 37                | Festival Bol d'Eire                                                   | [ 1 ]     |
| 20 juillet 2012 | Narón, Galice                       | Galice - Bretagne                          | 5-8 (23) - 3-8 (18)   | Festival da terra y da lingua                                         | ,         |
| 22 juillet 2012 | Culleredo, Galice                   | A Coruña Fillos de Breogán (gl) - Bretagne | 1-5 (8) - 2-6 (12)    |                                                                       | [ 4 ]     |
| 11 août 2013    | Lorient, Bretagne                   | Bretagne - Galice                          | 3-12 (21) - 1-8 (11)  | Festival interceltique de Lorient                                     | ,         |
| 9 août 2014     | Lorient, Bretagne                   | Bretagne - Jersey                          | 6-6 (24) - 4-12 (24)  | Festival interceltique de Lorient                                     | [ 7 ]     |
| 30 août 2014    | Guérande, Bretagne                  | Bretagne - Équipe fédérale                 | 40 - 33               | Stage de sélection de l'équipe de France                              |           |
| 16 août 2015    | Lorient, Bretagne                   | Bretagne - Galice                          | 0-13 (13) - 3-9 (18)  | Festival interceltique de Lorient                                     | [ 8 ]     |
| 7 mai 2016      | Liffré, Bretagne                    | Bretagne - France                          |                       | Match de préparation pour les championnats du monde                   |           |
| 2 juillet 2016  | Erdeven, Bretagne                   | Bretagne - France                          |                       | Matchs de préparation pour les championnats du monde                  |           |
| 9 août 2016     | Dublin, Irlande                     | Bretagne - Galice                          | 0-3 (3) - 4-5 (17)    | Championnats du Monde de football gaélique 2016 - Poules              |           |
| 9 août 2016     | Dublin, Irlande                     | Bretagne - New-York                        | 1-4 (7) - 2-9 (15)    | Championnats du Monde de football gaélique 2016 - Poules              |           |
| 9 août 2016     | Dublin, Irlande                     | Bretagne - Afrique-du-Sud                  | 2-2 (8) - 3-4 (13)    | Championnats du Monde de football gaélique 2016 - Poules              |           |
| 10 août 2016    | Dublin, Irlande                     | Oman - Bretagne                            | 1-2 (5) - 0-2 (2)     | Championnats du Monde de football gaélique 2016 - Shield              |           |
| 10 août 2016    | Dublin, Irlande                     | Bretagne - Europe                          | 1-5 (8) - 2-2 (8)     | Championnats du Monde de football gaélique 2016 - Shield              |           |
| 10 août 2016    | Dublin, Irlande                     | Bretagne - Pékin                           | 5-9 (24) - 0-1 (1)    | Championnats du Monde de football gaélique 2016 - Shield              |           |
| 10 août 2016    | Dublin, Irlande                     | Bretagne - Moyen-Orient                    | 2-6 (12) - 0-1 (1)    | Championnats du Monde de football gaélique 2016 - Shield              |           |
| 10 août 2016    | Dublin, Irlande                     | Afrique-du-Sud - Bretagne                  | 2-7 (13) - 2-5 (11)   | Championnats du Monde de football gaélique 2016 - Shield              |           |
| 11 août 2016    | Dublin, Irlande                     | Bretagne - San Francisco                   | 2-5 (11) - 4-8 (20)   | Championnats du Monde de football gaélique 2016 - Match de classement |           |
| 25 mars 2017    | Saint-Aubin-du-Cormier, Bretagne    | Bretagne - Sélection Ille-et-Vilaine       | 2-15 (21) - 5-18 (28) | Inauguration du terrain synthétique de Saint-Aubin-du-Cormier         |           |
| 5 août 2017     | Düsseldorf, Allemagne               | Bretagne - Allemagne                       | 4-14 (26) - 0-3 (3)   | Gaelic Euro 2017 - Poules                                             | [ 9 ]     |
| 5 août 2017     | Düsseldorf, Allemagne               | Bretagne - Pays-Bas                        | 4-11 (23) - 2-3 (9)   | Gaelic Euro 2017 - Poules                                             | [ 9 ]     |
| 5 août 2017     | Düsseldorf, Allemagne               | Bretagne - Allemagne/Pays-Bas              | 6-12 (30) - 0-3 (3)   | Gaelic Euro 2017 - Finale                                             | [ 9 ]     |
| 11 août 2018    | Lorient, Bretagne                   | Bretagne - Allemagne                       | 6-11 (29) - 0-2 (2)   | Gaelic Euro 2018, Poule unique (Festival interceltique de Lorient)    |           |
| 11 août 2018    | Lorient, Bretagne                   | Bretagne - Gascogne                        | 5-5 (20) - 0-5 (5)    | Gaelic Euro 2018, Poule unique (Festival interceltique de Lorient)    |           |
| 11 août 2018    | Lorient, Bretagne                   | Bretagne - France                          | 1-3 (6) - 1-9 (12)    | Gaelic Euro 2018, Poule unique (Festival interceltique de Lorient)    |           |
| 11 août 2018    | Lorient, Bretagne                   | Bretagne - Galice                          | 2-3 (9) - 1-6 (9)     | Gaelic Euro 2018, Poule unique (Festival interceltique de Lorient)    |           |

### Matchs de l'équipe féminine
| Date         | Lieu              | Match                | Score               | Évènement - Compétition en gras : match officiel                   | Référence |
| 16 août 2015 | Lorient, Bretagne | Bretagne - Galice    | 3-10 (19) - 1-6 (9) | Festival interceltique de Lorient                                  | [ 8 ]     |
| 11 août 2018 | Lorient, Bretagne | Bretagne - Allemagne | 6-10 (28) - 0-1 (1) | Gaelic Euro 2018, Poule unique (Festival interceltique de Lorient) |           |
| 11 août 2018 | Lorient, Bretagne | Bretagne - France    | 1-7 (10) - 7-6 (27) | Gaelic Euro 2018, Poule unique (Festival interceltique de Lorient) |           |
| 11 août 2018 | Lorient, Bretagne | Bretagne - Galice    | 1-2 (5) - 5-10 (25) | Gaelic Euro 2018, Poule unique (Festival interceltique de Lorient) |           |

## Sources